# Fetteresso Castle
Fetteresso Castle ist ein ehemaliger Wohnturm aus dem 14. Jahrhundert, der 1671 zu einem palladianischen Herrenhaus der schottischen Gotik umgebaut wurde. Es steht im Westen der Stadt Stonehaven in Kincardineshire. Andere namhafte historische Anwesen und Schlösser in der Region sind Dunnottar Castle, Muchalls Castle, Fiddes Castle, Cowie Castle, Ury House und Monboddo House.

## Geschichte

### Vorzeit
Anhand von Bewuchsmerkmalen rund um Fetteresso Castle gibt es Hinweise auf einen Ringgraben am nördlichen Ende eines Cursus. 1822 wurde in der Nähe ein Cairn entdeckt, in dem sich menschliche Überreste fanden. Größe und Form zeigen, dass es sich um ein Konstrukt der Bronzezeit handelt. Legenden besagen, dass es das Grab von Malcolm I. ist, der 954 n. Chr. in Fetteresso ermordet worden sein soll. Der Grabhügel ist als „Malcolm’s Mount“ bekannt, was nach archäologischen Analysen aber nicht sein Kann. 1998 wurde in Fetteresso Castle eine Bestattungsurne der Glockenbecherkultur (englisch Bell Beaker culture) gefunden. Das römische Lager von Raedykes liegt mehrere Meilen nordwestlich. Der Ort an dem viele archäologische Funde gemacht wurden gehört zu einer Reihe von Marschlagern, die Angus mit Moray verbanden.

### Mittelalter
Es ist belegt, dass das Gebiet des späteren Fetteresso Castle einst den Strachans gehörte. Im 14. Jahrhundert heirateten die Earls Of Marischal (Clan Keith) in die Familie ein und kamen so in den Besitz der Länderei, auf denen sie einen steinernen Wohnturm errichteten. Den Earls of Marischal gehörte ebenfalls die nahegelegene Festung Dunnottar Castle.

### Neuzeit
In dieser Ära entwickelten sich die für diese Gegend charakteristischen schottischen Staffelgiebel, außerdem wurden auf befestigten Mauern Zinnen angebracht. Im 17. Jahrhundert wurde am Südteil des Schlosses ein Taubenschlag von beträchtlicher Größe aufgebaut.
Gegen Ende des Jahrhunderts kontrollierte die Familie Duff das Anwesen und erweiterte das Gebäude großzügig rund um den alten Wohnturm.
In den 1940er Jahren war das Schloss im Besitz des Ehepaares Maurice und Geraldine Simpson (geborene Pringle). Geraldine Simpson war die Erbin des berühmten Luxuskleidung-Herstellers Pringle of Scotland und auch dementsprechend wohlhabend. So übernahmen sie nach einer Weile zusätzlich das benachbarte Muchalls Castle, in das sie später auch umzogen.
Nachdem die Simpsons Fetteresso verließen, wurde um 1954 das Dach des Schlosses entfernt. Dies war zu dieser Zeit eine nicht unübliche Maßnahme, um Geld zu sparen. Denn die Steuerpolitik in Großbritannien verlangte, dass auf jeden Bau mit einem Dach eine sogenannte „property tax“ zu entrichten war. So entfernte man einfach kurzerhand die Dächer seiner unbenutzten Gebäude, und die Steuer war hinfällig. Das Entfernen der Dächer hatte außerdem einen symbolischen Wert, nämlich als Protest gegen diese Steuer.
Kurze Zeit später kaufte ein lokaler Landbesitzer das Schloss, das er nach seinem Tod der Familie Don vererbte. Diese investierte viel Geld in die Renovierung, Modernisierung und nicht zuletzt in die Ausstattung des Anwesens. Fetteresso Castle befindet sich in Privatbesitz, weshalb es für die Öffentlichkeit nicht zur Besichtigung freigegeben ist.